# ثنایی مشهدی
حسین بن غیاث‌الدین محمد مشهدی متخلص و مشهور به ثنایی مشهدی (؟ - ۱۵۸۸م) شاعر ایرانی سدهٔ دهم هجری/شانزدهم میلادی بود که برای نوآوری در سبک هندی در شعر فارسی در روزگار خود شهرت داشت و نزد دو دربار صفوی ایران و مغولی هند ارجمند گشت.

## زندگی
حسین بن غیاث‌الدین محمد مشهدی در سالی نامعلوم در مشهد زاده شد. پدرش بزاز بود. حسین در اول جوانی شعر نمی‌سرود، ولی در پی رؤیایی به شاعری روی آورد؛ بی‌آنکه مرحله‌های معمول مقدماتی تحصیل در ادبیات در روزگار خود را طی کند، به سرودن پرداخت. این موضوع مورد انتقاد مخالفانش شد و او را «به سبب همین ناآگاهی از دانش‌ها نارسا می‌دانستند.»
ثنایی پس از چندی به شهرت رسید و به دربار سلطان ابراهیم میرزا راه یافت، قصایدی در مدح او سرود و ساقی‌نامهٔ خود را نیز در ستایش او سرود. پس از کشته شدن ابراهیم میرزا در ۹۸۴ق از ارجمندی او در دربار صفوی کاسته شد و به هند مهاجرت کرد. نزد ابوالفتح مسیح‌الدین گیلانی ارجمند گشت و سپس در شمار شاعران میرزا عبدالرحیم خان‌خانان درآمد و مابقی عمر را در خدمت آنان بود.

ثنایی در سال ۹۹۵–۹۹۶ق در لاهور درگذشت و همان‌جا دفن شد؛ پس از چندی خویشاوندانش بازمانده‌های گورش را به مشهد بردند.

## شاعری
شیوهٔ شاعری او بر پایهٔ ابداع معانی تازه و نکته‌های دیریاب توصیف شده که در پی تصور و تخیلِ ژرف اوست. نقصی که در شعر او گرفته‌اند، نارسایی معنایی است و آن را معلول کم‌دانشی در علوم ادبی دانسته‌اند: «سخنان او را به عیب نارسایی لفظ و اینکه اکثر معانی او ناقص است و مطلب از ابیاتش بیرون نمی‌آید، به خامی طبیعیت منسوب ساختند.» (مآثر رحیمی). برپایهٔ دیدگاه ذبیح‌الله صفا، با وجود همین عیب اهمیت ثنایی در آن است که او در شعر فارسی شیوه‌ای نوین آغازید.

ثنایی با اینکه غزلیات بسیاری سرود، اما شاعری قصیده‌سرا به‌شمار می‌آید. قصیده‌هایی در منقبت نیز دارد که موضوعش ممدوحان اویند.

## آثار
- دیوان اشعار
- ساقی‌نامه: منظومه ۱۷۴ بیتی
- نورزونامه
- اسکندرنامه: ۷۵۰بیتی دربارهٔ اسکندر بزرگ
- لیلی و مجنون
- منتحب حدیقه: ۴۹۰ بیت.[۲]